# Winny
Winny (alias WinNY) ist ein japanisches Peer-to-Peer-Filesharingprogramm, das behauptet, durch die Design-Prinzipien hinter dem Freenet-Netz inspiriert worden zu sein und Benutzeridentitäten anonym zu halten. Während Freenet in Java implementiert wurde, wurde Winny als C++-Anwendung für Windows implementiert.
Der Name der Software leitet sich von WinMX ab, indem M und X um einen Buchstaben im lateinischen Alphabet zu N und Y angehoben werden. Im September 2003 gab es 250.000 Benutzer des Programms entsprechend der Association of Copyright for Computer Software in Tokyo. Laut P2Pnet ist es das populärste Tauschprogramm in Japan, mit WinMX auf dem zweiten Platz.
Die Software wurde von Isamu Kaneko entwickelt, welcher Forschungsassistent in Masterstudiengängen über Technische Informatik an der Universität Tokio in Japan war. Er war auch Forscher am Japan Atomic Energy Research Institute. Kaneko hatte ursprünglich seine Absicht, Winny zu entwickeln, auf dem „Download Software“-Board des populären japanischen Forums 2channel bekannt gegeben. Da 2channel-Nutzer oft auf anonyme Nutzer durch deren Nummer ihres Postings verweisen, wurde Kaneko als 47-shi (japanisch 47氏 ‚Herr 47‘) bekannt, oder einfach nur als „47“.
Am 28. November 2003 wurden zwei Nutzer von Winny, Yoshihiro Inoue, ein 41-jähriger selbstständiger Geschäftsmann aus Takasaki, Präfektur Gunma, und ein 19 Jahre alter arbeitsloser Mann aus Matsuyama, von der Kyotoer Polizei verhaftet. Sie wurden beschuldigt, urheberrechtlich geschütztes Material via Winny verteilt zu haben und gestanden ihre Taten. Bald nach den Verhaftungen dieser beiden Nutzer wurde die Wohnung von Kaneko durchsucht und der Winny-Quellcode von der Kyotoer Polizei beschlagnahmt. Kaneko wurde unter dem „Verdacht auf Verschwörung mit dem Ziel, Copyright-Verletzungen zu begehen“ verhaftet.
Kanekos Verhaftung löste einen Aufruhr in Internet-Communitys einschließlich 2channel aus, die Verhaftung wurde als ungerechtfertigt bezeichnet. Eine Website, die extra dafür geschrieben wurde Geld für seine Verteidigung zu sammeln, hat Spendeneingänge von über 11 Millionen Yen (um die 78.500 Euro) in nur zwei Wochen verzeichnen können.
Kaneko wurde am 1. Juni 2004 gegen Kaution aus der Haft entlassen. Die Gerichtsanhörung startete im September 2004 am Kyotoer Bezirksgericht.
Am 13. Dezember 2006 wurde Kaneko wegen „Beihilfe zu Copyright-Verletzungen“ verurteilt und zu einer Geldstrafe von 1,5 Mio. Yen verurteilt. Das Urteil wurde in den japanischen Tageszeitungen heftig diskutiert. Im Oktober 2009 wurde Kaneko in zweiter Instanz freigesprochen.
Isamu Kaneko verstarb am 6. Juli 2013 infolge eines Herzinfarkts. Er wurde 42 Jahre alt.
Nachdem Winnys Entwicklung gestoppt wurde, hat ein anonymer japanischer Entwickler Share entwickelt, um dort weiterzumachen, wo Winny aufgehört hat.

## Winnys Anonymität
Als damals die beiden Nutzer von Winny verhaftet wurden, hat die Kyotoer Polizei zwar behauptet „Winnys Fähigkeiten zum Anonymisieren analysiert“ zu haben, um die Nutzer aufzuspüren, aber niemals die genaue Methode hierzu preisgegeben. Später, als die Details über die genutzten Methoden an Kanekos erstem Tag der Gerichtsverhandlung genannt wurden, sollte sich herausstellen, dass diese Aussage nicht ganz zutreffend war. Es wurde von der Polizei gezielt in Features des Programms nach Nutzern gesucht, in denen Winny keinerlei Anonymität bietet.
Nachdem sie nicht in der Lage waren, Winnys verschlüsselte Kommunikation in dessen File-Sharing-Feature zu knacken, ging die Kyotoer Polizei zu einer anderen Methode über, nämlich Nutzer über Winnys integriertes Forum aufzuspüren. Im Gegensatz zum Filesharing-Feature bot das Forum nur Anonymität für die Besucher von Nachrichten-Threads an, nicht aber für die Ersteller eines Threads. Nutzer, die einen Thread aufriefen, konnten so leicht die IP-Adresse des Threaderstellers herausfinden.
Die Kyotoer Polizei hatte zuerst nach Threads gesucht, deren Ersteller die Dateinamen des urheberrechtlich geschützten Materials angaben und zeichnete deren IP-Adresse auf. Dann hatten sie ihre Firewall dahingehend konfiguriert, dass nur noch Verbindungen von der IP-Adresse dieser Nutzer erlaubt wurden. Schlussendlich bestätigten sie dann, dass sie in der Tat jene Dateien herunterladen konnten, welche die Threadersteller gepostet hatten, um sie zu verteilen.

## Debatte über Winnys Einsatzzweck
Kritiker von Kaneko behaupten, der Haupteinsatzzweck von Winny sei, das Urheberrecht zu verletzen, im Gegensatz zu Freenet, mit dem Winny oft verglichen wird und das angibt, die freie Meinungsäußerung schützen zu wollen. Diese Kritiker behaupten folgleich, dass 2chs Download Software Board, in dem die Software das erste Mal angekündigt wurde, ein Paradies für Urheberrechtsverletzer sei und zitieren aus mehreren Mitteilungen Kanekos, wonach Winny das Ziel verfolge, eine Welt voller Urheberrechtsverletzungen aufzubauen.
In einer Mitteilung auf dem 2ch Download Software Board hat „47“ darauf hingewiesen, dass &#132;&#133; beta 8.1 von Winny] eine Sicherheitslücke hat und keine Anonymität bietet. „Tauscht keine illegalen Dateien [damit] aus.“ Kritiker sehen dies als Beweis für Kanekos böswillige Absicht, da „47“ Nutzer angewiesen hat, kein urheberrechtlich geschütztes Material mit der Beta 8.1 auszutauschen, weil sie keine Anonymität biete und Urheberrechtsverletzer aufgespürt werden könnten.
Andere wiederum bezeichnen Kanekos Handlungen nicht als Straftat, da er selbst keine Urheberrechtsverletzungen begangen, sondern nur eine Software produziert habe, die für diesen Zweck genutzt werden könne. Außerdem seien die Behauptungen von Kanekos Kritikern nicht beweisbar (manche bezeichnen sie sogar als schlichtweg falsch), da seine notierten Aussagen viel zu vage seien, als dass ihm illegale Absichten nachgewiesen werden könnten. Gemäß der Website „Befreit Kaneko“ soll er davor gewarnt haben, urheberrechtlich geschütztes Material mit Hilfe der Software auszutauschen.

## Winny in der Gegenwart
Winny wurde von westlichen Nutzern nahezu überrannt. Das Netzwerk ist gespickt mit sog. Fakes (z. B. Pornofilm als Linux-ISO getarnt) sowie mit von Viren und Trojanern verseuchter Dateien. In der Szene heißt es, dass die „Gaijins“ (Japanisch für 'Ausländer') das Winny-Netzwerk zerstört hätten. Trotz der Fakes und verseuchter Dateien ist Winny, vor allem in der westlichen Japan-(Fan-)Szene, immer noch beliebt.
Es wird befürchtet, dass Share, den Nachfolger Winnys, das gleiche Schicksal ereilen wird, falls auch hier die Zahl westlicher Nutzer zunimmt.
Als Nachfolgeprogramm ist Perfect Dark (P2P) entwickelt worden.